# Wrocławska Jedenastka
Wrocławska Jedenastka (niem. Breslau-Elf) – określenie drużyny piłkarskiej reprezentacji III Rzeszy, która 16 maja 1937 roku na Hermann Göring Stadion (obecnie Stadion Olimpijski) w Breslau (Wrocławiu) rozgromiła Danię 8:0. Trenerem kadry III Rzeszy był wówczas Sepp Herberger, pod którego wodzą drużyna nie przegrała żadnego z 11 meczów w 1937 roku (10 zwycięstw, 1 remis).

## Wstęp
Duet trenerów reprezentacji III Rzeszy – Otto Nerz i Sepp Herberger (asystent Nerza) prowadził reprezentację podczas mistrzostw świata 1934 we Włoszech, która zajęła tam niespodziewanie trzecie miejsce. Po mistrzostwach kadrę uzupełniło wielu zdolnych piłkarzy, m.in.: Albin Kitzinger, Andreas Kupfer (obaj FC Schweinfurt 05), Rudolf Gellesch i Adolf Urban (obaj Schalke Gelsenkirchen).
Sukces podczas mistrzostw świata 1934 spowodował, że Niemcy mieli wobec swojej reprezentacji duże oczekiwania podczas igrzysk olimpijskich 1936 odbywających się w Berlinie. Ale niestety zamiast medalu, reprezentacja III Rzeszy zakończyła swój występ w ćwierćfinale po porażce z reprezentacją Norwegii (0:2). Po nieudanym reprezentacja III Rzeszy turnieju olimpijskim Sepp Herberger zastąpił Otto Nerza na stanowisku trenera reprezentacji III Rzeszy.

## Reprezentacja Niemiec
Jedenastu zawodników, którzy grali w tym meczu, reprezentowało 8 różnych klubów: 
- 3 – Schalke Gelsenkirchen (napastnicy Rudolf Gellesch, Fritz Szepan i Adolf Urban)
- 2 – FC Schweinfurt 05 (pomocnicy Andreas Kupfer i Albin Kitzinger)
- 1 – Alemannia Aachen (obrońca Reinhold Münzenberg)
- 1 – Bayern Monachium (pomocnik Ludwig Goldbrunner)
- 1 – Fortuna Düsseldorf (obrońca Paul Janes)
- 1 – SSV Jahn Regensburg (bramkarz Hans Jakob)
- 1 – Schwaben Augsburg (napastnik Ernst Lehner)
- 1 – Waldhof Mannheim (napastnik Otto Siffling)

## Statystyki meczu
| 16 maja 1937 | III Rzesza · Lehner 7' · Siffling 33', 40', 44', 48', 65' · Urban 70' · Szepan 78' | 8:0(4:0)Raport | Dania | Hermann Göring Stadion, Breslau Widzów: 40 000 Sędzia: Augustin Krist Czechosłowacja |
|              |                                                                                    |                |       |                                                                                      |

| III Rzesza:    |    |                     |
|                |    |                     |
| BR             | 1  | Hans Jakob          |
| OB             | 2  | Paul Janes          |
| OB             | 3  | Reinhold Münzenberg |
| PO             | 4  | Andreas Kupfer      |
| PO             | 5  | Ludwig Goldbrunner  |
| PO             | 6  | Albin Kitzinger     |
| NA             | 7  | Ernst Lehner        |
| NA             | 8  | Rudolf Gellesch     |
| NA             | 9  | Otto Siffling       |
| NA             | 10 | Fritz Szepan        |
| NA             | 11 | Adolf Urban         |
| Trener:        |    |                     |
| Sepp Herberger |    |                     |

| Dania:     |    |                 |
| width="25" |    |                 |
| BR         | 1  | Svend Jensen    |
| OB         | 2  | Poul Hansen     |
| OB         | 3  | Oscar Jørgensen |
| PO         | 4  | Carl Larsen     |
| PO         | 5  | Henry Nielsen   |
| PO         | 6  | Poul Jensen     |
| NA         | 7  | Helmuth Søbirk  |
| NA         | 8  | Eyolf Kleven    |
| NA         | 9  | Pauli Jørgensen |
| NA         | 10 | Kaj Uldaler     |
| NA         | 11 | Eigil Thielsen  |

## Następstwa
Wrocławska Jedenastka została rozbita po wcieleniu Austrii do III Rzeszy dnia 12 marca 1938 roku. Trener Sepp Herberger z powodu nacisków politycznych zdecydował się powołać na mistrzostwa świata 1938 we Francji większość piłkarzy urodzonych w Austrii, w wyniku czego napastnik Schalke Gelsenkirchen, Adolf Urban jest jedynym piłkarzem z "Wrocławskiej Jedenastki", który nie został powołany na ten turniej. Reprezentacja III Rzeszy zakończyła swój udział na mistrzostwa świata 1938 w pierwszej rundzie po remisie (1:1), a następnie po porażce w powtórzonym meczu (2:4) z reprezentacją Szwajcarii.